# Elezioni comunali in Basilicata del 2025
Le elezioni comunali in Basilicata del 2025 si sono tenute il 25 e 26 maggio (con ballottaggio l'8 e 9 giugno).

## Riepilogo sindaci eletti
| Provincia | Comune | Sindaco uscente | Sindaco uscente  | Sindaco eletto | Sindaco eletto           | Primo turno | Primo turno | Secondo turno | Secondo turno | Seggi   |
| Provincia | Comune | Sindaco uscente | Sindaco uscente  | Sindaco eletto | Sindaco eletto           | Voti        | %           | Voti          | %             | Seggi   |
| --------- | ------ | --------------- | ---------------- | -------------- | ------------------------ | ----------- | ----------- | ------------- | ------------- | ------- |
| Matera    | Matera |                 | Raffaele Ruberto |                | Antonio Nicoletti (Ind.) | 11.832      | 36,98       | 13.905        | 51,31         | 11 / 32 |

## Matera

### Matera
| Candidati                               | Candidati                    | II turno              | II turno              | I turno | I turno | Liste                   | Voti   | %     | Seggi |
| Candidati                               | Candidati                    | Voti                  | %                     | Voti    | %       | Liste                   | Voti   | %     | Seggi |
| --------------------------------------- | ---------------------------- | --------------------- | --------------------- | ------- | ------- | ----------------------- | ------ | ----- | ----- |
|                                         | Antonio Nicoletti ✔️ Sindaco | 13 905                | 51,31                 | 11 832  | 36,98   | Fratelli d'Italia       | 3 226  | 10,41 | 4     |
| Matera Capitale                         | Antonio Nicoletti ✔️ Sindaco | 13 905                | 51,31                 | 11 832  | 36,98   | 2 192                   | 7,08   | 2     |       |
| Forza Italia                            | Antonio Nicoletti ✔️ Sindaco | 13 905                | 51,31                 | 11 832  | 36,98   | 1 691                   | 5,46   | 2     |       |
| Io Sud                                  | Antonio Nicoletti ✔️ Sindaco | 13 905                | 51,31                 | 11 832  | 36,98   | 1 469                   | 4,74   | 2     |       |
| Acito - UdC                             | Antonio Nicoletti ✔️ Sindaco | 13 905                | 51,31                 | 11 832  | 36,98   | 1 248                   | 4,03   | 1     |       |
| La Scelta Giusta                        | Antonio Nicoletti ✔️ Sindaco | 13 905                | 51,31                 | 11 832  | 36,98   | 489                     | 1,58   | –     |       |
| Totale liste                            | Antonio Nicoletti ✔️ Sindaco | 13 905                | 51,31                 | 11 832  | 36,98   | 10 315                  | 33,30  | 11    |       |
|                                         | Roberto Cifarelli            | 13 196                | 48,69                 | 13 925  | 43,52   | Matera Democratica      | 4 480  | 14,46 | 5     |
| Matera 2030                             | Roberto Cifarelli            | 13 196                | 48,69                 | 13 925  | 43,52   | 2 624                   | 8,47   | 3     |       |
| Matera in Azione                        | Roberto Cifarelli            | 13 196                | 48,69                 | 13 925  | 43,52   | 2 510                   | 8,10   | 3     |       |
| Matera nel Cuore                        | Roberto Cifarelli            | 13 196                | 48,69                 | 13 925  | 43,52   | 1 331                   | 4,30   | 1     |       |
| Basilicata Casa Comune per Matera       | Roberto Cifarelli            | 13 196                | 48,69                 | 13 925  | 43,52   | 1 286                   | 4,15   | 1     |       |
| Materia Futura - Dai giovani per Matera | Roberto Cifarelli            | 13 196                | 48,69                 | 13 925  | 43,52   | 1 212                   | 3,91   | 1     |       |
| Volt Matera                             | Roberto Cifarelli            | 13 196                | 48,69                 | 13 925  | 43,52   | 1 036                   | 3,34   | 1     |       |
| Socialisti e Più Matera                 | Roberto Cifarelli            | 13 196                | 48,69                 | 13 925  | 43,52   | 1 009                   | 3,26   | 1     |       |
| Periferie per Matera                    | Roberto Cifarelli            | 13 196                | 48,69                 | 13 925  | 43,52   | 770                     | 2,49   | 1     |       |
| Seggio di coalizione                    | Seggio di coalizione         | Seggio di coalizione  | 48,69                 | 13 925  | 43,52   | 1                       |        |       |       |
| Totale liste                            | Roberto Cifarelli            | 13 196                | 48,69                 | 13 925  | 43,52   | 16 258                  | 52,48  | 18    |       |
|                                         | Domenico Bennardi            | Domenico Bennardi     | Domenico Bennardi     | 2 664   | 8,33    | Movimento 5 Stelle      | 1 694  | 5,47  | –     |
| Seggio di coalizione                    | Seggio di coalizione         | Seggio di coalizione  | Domenico Bennardi     | 2 664   | 8,33    | 1                       |        |       |       |
|                                         | Vincenzo Santochirico        | Vincenzo Santochirico | Vincenzo Santochirico | 2 192   | 6,85    | Progetto Comune Matera  | 1 857  | 5,99  | 1     |
| Seggio di coalizione                    | Seggio di coalizione         | Seggio di coalizione  | Vincenzo Santochirico | 2 192   | 6,85    | 1                       |        |       |       |
|                                         | Luca Prisco                  | Luca Prisco           | Luca Prisco           | 1 381   | 4,32    | Democrazia Materana (A) | 853    | 2,75  | –     |
| Totale                                  | Totale                       | 27 101                | 100                   | 31 994  | 100     |                         | 30 977 | 100   | 32    |
|                                         |                              |                       |                       |         |         |                         |        |       |       |
| Fonte: Ministero dell'interno           |                              |                       |                       |         |         |                         |        |       |       |

1. ↑  Candidato sostenuto da Noi Moderati
2. ↑  Include candidati della Lega
3. ↑  Include dissidenti del Partito Democratico e candidati di Italia Viva
4. ↑  Include dissidenti di Forza Italia
5. ↑  Include candidati di Europa Verde